# Trofeo Ladino Elite 2024
Il 7º Trofeo Ladino Elite si è svolto tra il 13 e il 30 agosto 2024.

## Formula e partecipanti
La formula è stata confermata, anche se il Fassa ha ritirato l'iscrizione al massimo campionato italiano di hockey su ghiaccio ed all'Alps Hockey League, autoretrocedendosi in seconda serie. Hanno partecipato al torneo le tre compagini dell'area di lingua ladina:
- Cortina
- Fassa Falcons
- Gherdëina

Il torneo è stato giocato come di consueto con un girone di andata e ritorno, per complessivi sei incontri.

## Risultati
| 1ª             | giornata            | 2ª             |
| 13 agosto 2024 |                     | 16 agosto 2024 |
| 4-0 referto    | Gherdëina - Cortina | 9-2 referto    |

| 4ª             | giornata        | 5ª             |
| 22 agosto 2024 |                 | 27 agosto 2024 |
| 9-1 referto    | Cortina - Fassa | 4-0 referto    |

| 3ª             | giornata          | 6ª             |
| 20 agosto 2024 |                   | 30 agosto 2024 |
| 3-5 referto    | Fassa - Gherdëina | 2-11 referto   |

## Classifica
| Pos. | Squadra       | Pt | G | V | VOT | POT | P | GF | GS | DR  |
| ---- | ------------- | -- | - | - | --- | --- | - | -- | -- | --- |
| 1.   | Gherdëina     | 12 | 4 | 4 | 0   | 0   | 0 | 29 | 7  | +22 |
| 2.   | Cortina       | 6  | 4 | 2 | 0   | 0   | 2 | 15 | 14 | +1  |
| 3.   | Fassa Falcons | 0  | 4 | 0 | 0   | 0   | 4 | 6  | 29 | -23 |